# Vesiculariopsis spirifolium
Vesiculariopsis spirifolium là một loài Rêu trong họ Hookeriaceae. Loài này được (Dusén) Broth. mô tả khoa học đầu tiên năm 1908.